# Leucocodon reticulatum
Leucocodon reticulatum är en måreväxtart som beskrevs av George Gardner. Leucocodon reticulatum ingår i släktet Leucocodon och familjen måreväxter. Inga underarter finns listade i Catalogue of Life.